# Кациграс, Александр Иванович
Алекса́ндр Ива́нович Каци́грас (псевдоним — А. К.; 1888, Одесса — 1957, Москва) — советский киновед, политредактор, политпросветработник, литератор, участник революционного движения и Гражданской войны в России, эсер. Жертва политических репрессий в СССР.

## Биография
Родился в Одессе в семье землевладельца, греческого подданного. Учился в гимназии в Аккермане, в 1907 году исключён из 6 класса за участие в студенческой забастовке. В 1908 году поступил в Парижский университет на естественный факультет, окончил 4 курса (по другим сведениям 5 курсов), в университете специализировался по фауне океана. С 1906 по июль 1917 года — член Партии социалистов-революционеров (ПСР).
С начала 1906 года состоял в эсеровском кружке Аккерманской гимназии. Агитатор ПСР на митингах. Участник одесской боевой организации ПСР. Привлекался к судебной ответственности Одесским военно-окружным судом за участие в революционной деятельности. В феврале 1907 года, опасаясь ареста, бежал в Галац. Там пробыл один месяц, затем переехал в Лозанну, осенью 1907 года — в Париж.
В 1909 году работал библиотекарем в библиотеке ПСР в Париже. В 1911 году по заданию А. А. Аргунова выезжал в Черновцы для организации переправки нелегальной эсеровской литературы в Россию. Принимал участие в совещаниях и заседаниях парижской группы эсеров.
В 1912—1914 годах — секретарь и экскурсовод по музеям Русского рабочего университета в Париже. В 1914—1916 годах — воспитатель, помощник заведующего детской колонией русских эмигрантов во Франции, в 1916 году в группе Кациграса воспитывались дети Л. Д. Троцкого — Лев и Сергей. С августа 1916 года по апрель 1917 года работал воспитателем старшей ступени русской школы в Париже, затем — экскурсоводом для русских рабочих в Музее естествознания в Лондоне. В эмиграции занимался литературной деятельностью, писал статьи для нелегального эсеровского журнала «Дело народа», газеты «Отклики жизни», сотрудничал с журналами «Русское богатство», «Мысль», «Жизнь», «Русские записки».
В конце июня 1917 года возвратился в Россию. Работал корреспондентом отдела текущих событий в правоэсеровской газете «Известия Всероссийского совета крестьянских депутатов», был направлен ЦК ПСР секретарём ПСР в Гельсингфорс.
В 1918—1919 годах — инструктор Рыльского уездного отдела народного образования (УОНО) по проведению программы единой трудовой школы; в 1919—1920 годах — учитель первой ступени в деревенской школе в Манино Рыльского уезда. Параллельно читал лекции по биологии и истории революционного движения в России.
В 1920 году призван в Красную армию, служил переводчиком при разведотделе штаба 13 армии и в особой комиссии по изучению Крымской кампании при штабе Южного фронта в Харькове. В феврале 1921 года был демобилизован. В 1922 году — заведующий пчеловодным хозяйством Рыльского уездного земельного управления.
В конце 1922 года был вызван в Москву телеграммой ПУРа по распоряжению Троцкого, к которому обратился с просьбой дать возможность работать в Москве. Работал библиографом в Главполитпросвете (ГПП), секретарём редакции журнала «Коммунистическое просвещение». В 1923—1924 годах — заведующий финансовой частью ГПП, в 1924—1925 годах — заместитель по инвентаризации заведующего отделом изб-читален, заведующий отделом Инвентаризации ГПП. В 1924 году совместно с Л. В. Косматовым принимал участие в кинорейде: в течение месяца  демонстрировали кинокартины в сёлах Курской губернии при помощи первого советского передвижного кинопроектора «ГОЗ».
С сентября 1925 года — методист по кино ГПП. Член центрального совета Общества друзей советского кино (ОДСК) (1926).  В 1926 году совместно с В. Н. Мещеряковым выступил с резкой критикой руководства АО «Совкино» по вопросу обслуживания кинопродукцией деревенского зрителя. После полемики в печати правление «Совкино» в апреле 1926 года обратилось в Центральную контрольную комиссию ЦК ВКП(б) с жалобой на работников ГПП за «дискредитирование Совкино и его Правления» в прессе.
С сентября 1928 года — инспектор отдела кино Главискусства Наркомпроса (НКП) РСФСР. Входил в состав комиссий Главреперткома по принятию решений о допуске кинокартин к демонстрированию. Член комитета  выставки «Советская фотография за десять лет» (1928). Участвовал в работе Центрального совета Управления зрелищных предприятий (УЗП) Главискусства (1929).
С октября 1929 года — инспектор по кино Раздела театра, музыки и кино Совета по делам искусства и литературы НКП РСФСР. В 1930—1936 годах — политредактор по кино, заведующий киносекцией Главреперткома НКП РСФСР. Был одним из консультантов Джорджа Каунтса при его работе над книгой «Советский вызов Америке» (англ. The Soviet challenge to America, 1931). В 1938—1939 годах — начальник цеха фабрики «Природа и школа» НКП РСФСР. В 1942—1949 годах — инженер-технолог треста «Медучпособия».
Автор ряда книг и статей по вопросам кинофикации деревни, методики и практики киноработы, изучению социально-демографических групп зрителей, фильмографических обзоров. Печатался в журналах «Советское кино», «Кино и культура», «Коммунистическое просвещение», «Кино и жизнь», «Жизнь искусства», «Репертуарный бюллетень», «Деревенский театр», в газетах «Кино», «Беднота» и других. Теоретик советского кино, активно продвигал идею создания зрительной культуры кино.
Арестован Управлением МГБ по Московской области 27 октября 1949 года по обвинению в антисоветской деятельности. Осуждён Особым совещанием при МГБ СССР 31 декабря 1949 года по статье 58-10 ч.1 и 58-11 УК РСФСР «за участие в партии эсеров, преступные связи с троцкистами и хранение антисоветской литературы» к 8 годам ИТЛ. Виновным себя в антисоветской деятельности не признал, но не отрицал свою принадлежность в прошлом к партии эсеров. Отбывал наказание в Минлаге. Реабилитирован 17 июля 1956 года постановлением Президиума Московского городского суда.
Умер в 1957 году. Похоронен на Ваганьковском кладбище.

### Семья
- отец — Иван Константинович Кациграс (1850—1936), землевладелец[1];
- мать — Ефросинья Ивановна Кациграс (1855—1896)[1];
- жена — Анфия Ивановна Кациграс-Петрова (1883—1971)[46];
  - дочь — Галина Александровна Кациграс (1913—1995), кандидат технических наук, работала в Московском автомобильно-дорожном институте[46][47];
  - сын —  Сергей Александрович Кациграс (1922—1943), участник ВОВ, умер в госпитале от ранения[48].

## Награды
- медаль «За доблестный труд в Великой Отечественной войне 1941—1945 гг.»[1]
- медаль «В память 800-летия Москвы»[1]